# 10012 Tmutarakania

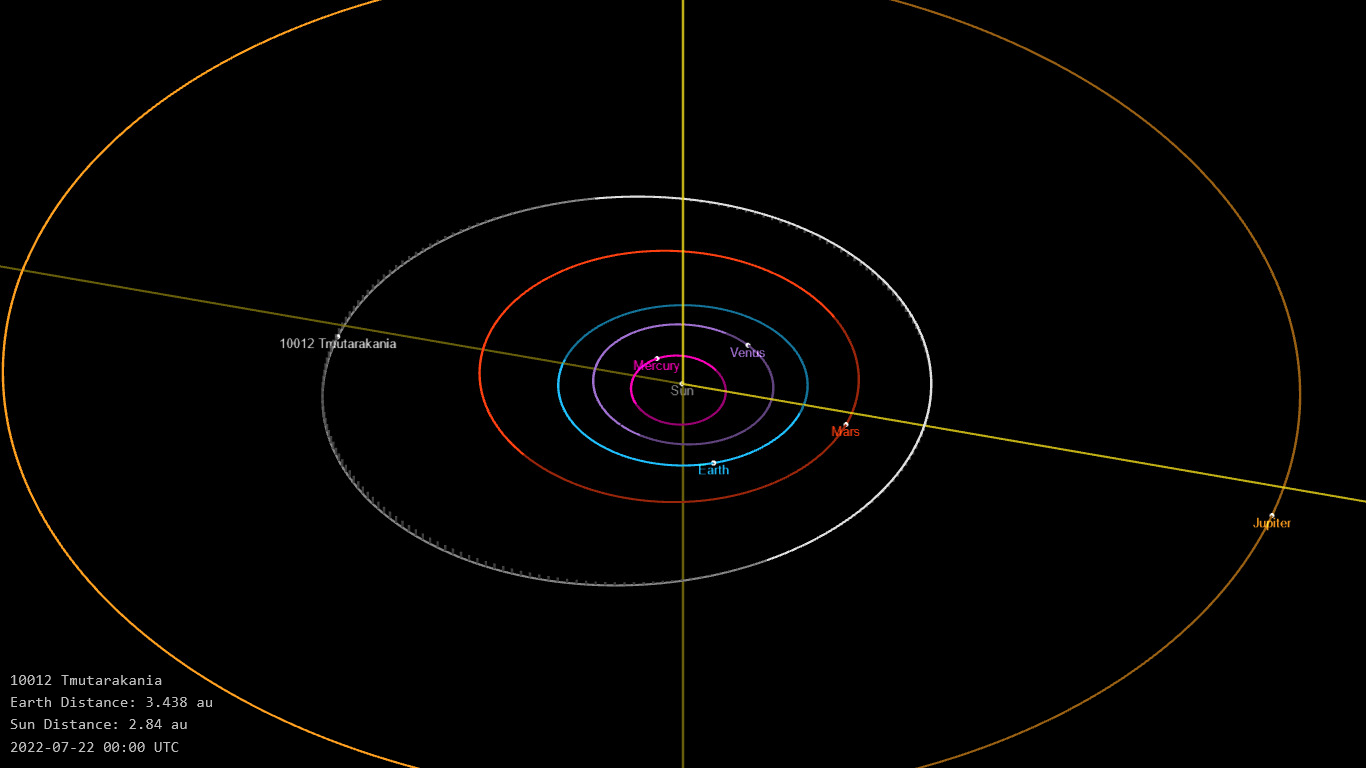
Tmutarakanias bana

10012 Tmutarakania eller 1978 RE3 är en asteroid i huvudbältet som upptäcktes den 3 september 1978 av de rysk-sovjetiska astronomerna Nikolaj Tjernych och Ljudmila Karatjkina vid Krims astrofysiska observatorium på Krim. Den har fått sitt namn efter Tmutarakania.
Asteroiden har en diameter på ungefär fyra kilometer och tillhör asteroidgruppen Nysa.